# George Nicholas (Politiker)
George Nicholas (* 1754 oder 1755 in Williamsburg; † 25. Juli 1799 in Lexington) war ein US-amerikanischer Politiker.

## Leben
Nicholas gehörte einer alteingesessenen und politisch einflussreichen Familie an. Schon sein Vater Robert Carter Nicholas Sr. war ein Politiker, ebenso seine Brüder Wilson Cary Nicholas und John Nicholas. Daher war Nicholas grundlegend konservativ eingestellt, da er die Machtposition der Elite bewahren wollte. Seine wohlhabende Herkunft ermöglichte ihm ein Jurastudium am angesehenen College of William and Mary, worauf er auf Seiten der Patrioten im Amerikanischen Unabhängigkeitskrieg kämpfte. Schon 1777 wurde er zum lieutenant colonel befördert, laut dem Historiker Andrew Cayton eher wegen seines familiären Hintergrunds als wegen militärischem Können.
Seine politische Karriere begann in den 1780ern, als er mit einigen Unterbrechungen als Abgeordneter im Virginia House of Delegates diente und dort als geschickter Politiker bekannt wurde. 1788 unterstützte er die Ratifikation der noch heute geltenden Verfassung. Wenig später zog er mit seiner Familie nach Kentucky in die Frontier, wo er sich Wohlstand und bessere Aufstiegsmöglichkeiten erhoffte. Schnell nahm er eine Führungsrolle ein und wurde zum Lehrstuhl für Jura an der neu gegründeten Transylvania University berufen. Er spielte eine entscheidende Rolle beim Verfassungskonvent Kentuckys, in dem er sich eindeutig für die Sklaverei aussprach. Sie sei nicht nur profitabel, sondern bewahre auch die Überlegenheit der Weißen. Für kurze Zeit war er der erste Attorney General Kentuckys. Das öffentliche Leben enttäuschte ihn jedoch, da der „common man“ in seinen Augen zu mächtig war. Er meinte, dass Gentlemen wie er die Regierung alleine leiten sollten.
Nicholas wurde oft für sein Übergewicht und seine Glatze verspottet. Hiervon zeugt auch eine bekannte Anekdote: Angeblich soll ein Freund, der Präsident James Madison, wegen einer Karikatur von Nicholas als „plum pudding mit Beinen“ vor Lachen geweint haben.
1778 heiratete er Mary Smith, mit der er 13 Kinder hatte, darunter den Politiker Robert C. Nicholas. Nicholasville und Nicholas County wurden nach ihm benannt.